# UWB
UWB (англ. Ultra-Wide Band, сверхширокая полоса, СШП) — это беспроводная технология связи на малых расстояниях при низких затратах энергии, использующая в качестве несущей сверхширокополосные сигналы с крайне низкой спектральной плотностью мощности.
Для безлицензионного использования сверхширокополосных сигналов в Российской Федерации выделены диапазоны от 2,85—10,6 ГГц, в США — 3,1—10,6 ГГц, в Евросоюзе — 6—8 ГГц. При этом спектральная плотность мощности сверхширокополосного (СШП) приемопередатчика при работе в помещении не должна превышать −47…−45 дБм/МГц (−41,3 дБм/МГц — в США и Евросоюзе).
Использование сверхширокой полосы частот (не менее 500 МГц) позволяет UWB достичь скорости передачи до 480 Мбит/с на расстоянии до 3 м. На расстояниях до 10 м технология позволяет достичь лишь 110 Мбит/с.
В 2018 году был создан UWB Alliance с целью развития технологии сверхширокой полосы и создания стандарта IEEE 802.15.4z.